# Nevernes
Nevernes est une localité du comté de Nordland, en Norvège.

## Géographie
Administrativement, Nevernes fait partie de la kommune de Brønnøy.